# Land van Turnhout
Het Land van Turnhout is een historisch land dat deel uitmaakte van het hertogdom Brabant. Het bestond uit de stad Turnhout en de omliggende dorpen Arendonk, Baarle-Hertog, Beerse, Gierle, Lille, Merksplas, Oud-Turnhout, Poppel, Ravels, Vlimmeren, Vosselaar, Wechelderzande en Weelde. Het gebied bestond voor een groot deel uit gemene gronden, verdeeld over zes vroentes. Nog in 1834 bestond 55% van de oppervlakte uit heide, tegenover 20% akkers, 4% weide, 5% hooiland en 11% bos.

## Geschiedenis
Het land is ontstaan omstreeks 1356, toen hertog Jan III van Brabant stierf en de schatkist uitgeput was door de vele oorlogen die hij had moeten voeren. Zijn dochter, Maria van Brabant, kon bij haar huwelijk in 1347 slechts de helft van haar bruidsschat betalen en kreeg daarom het Land van Turnhout in pand, om het in 1356 als erfelijk leen te ontvangen, daar ze zich afzijdig had gehouden in de Brabantse Successieoorlog. Na haar dood in 1399 kwam het land terug bij Brabant.
Van 1546 tot 1556 werd het land van Turnhout aan Maria van Hongarije geschonken; in 1578 aan de heren van Boussu en later aan Filips Willem van Oranje. Door de Vrede van Münster kwam het land aan Amalia van Solms als erfelijk leen van de Spaanse Kroon. Zij behoorde tot het Huis Nassau. Na Amalia's dood ging het naar haar kleinzoon, de latere koning van Engeland: Willem III. Het vruchtgebruik kwam echter van 1 februari 1676 tot aan haar dood in 1688 aan Maria van Zimmeren, de jongste dochter van Amalia.
Willem III stierf in 1702 zonder rechtstreekse nakomelingen. De erfopvolging van het Land van Turnhout werd daardoor betwist. Via Henriëtte Catharina van Nassau kwam het gebied in 1711 in het bezit van de koning van Pruisen, Frederik Willem I. Pas geruime tijd later werden de aanspraken van de Friese Nassaus afgewezen door het Leenhof van Brabant. In het Traktaat van Partage van 1732 deed Willem IV van Oranje-Nassau dan definitief afstand van het gebied. Voor Frederik I en zijn zoon Frederik de Grote was Turnhout een ver wingewest dat ze nooit bezochten. Frederik de Grote verkocht het in 1753 aan keizerin Maria-Theresia.
Zij schonk het enkele maanden later aan graaf Emanuel Silva-Tarouca. Op 7 maart 1768 werd het opnieuw verkocht, deze keer aan Julien Ghislain Depestre. Het was daarna een graafschap, maar niet lang. In de Franse tijd werd het land afgeschaft door de invoering van de departementen. Uiteindelijk werd het een onderdeel van de provincie Antwerpen.

## Bestuur
Het bestuur bestond uit een hoogschout, meestal de schout van Turnhout, en een rentmeester die optrad in naam van de Heer van Turnhout. Dit was meestal de Hertog van Brabant, maar het kon ook een leenman van deze hertog zijn.